# Ferch
Das Dorf Ferch, wenige Kilometer südwestlich der brandenburgischen Landeshauptstadt Potsdam gelegen, ist ein Ortsteil der Gemeinde Schwielowsee im Landkreis Potsdam-Mittelmark.

## Geografie

### Geografische Lage

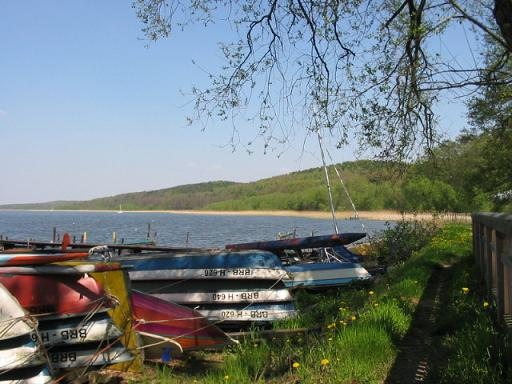
Schwielowsee bei Ferch

Ferch liegt am Südende des Schwielowsees am Rand der Zauche, einer hügeligen, waldreichen Moränenlandschaft. Die höchste Erhebung Ferchs und gleichzeitig der Zauche bildet mit 124,7 m ü. NHN der Wietkiekenberg.

### Geologie
Das am Südufer des Schwielowsees liegende Gebiet erhielt während des „Brandenburger Stadiums“, der maximalen Ausdehnung des Inlandeises der letzten Eiszeit vor 20.000 Jahren, seine Oberflächenstruktur. Aufgrund der Vollständigkeit sämtlicher zu jener Zeit entstandener geomorphologischer Formentypen auf engstem Raum gehört es zu den elf unter Geotopschutz stehenden „hervorhebenswerten Glaziallandschaften“ Brandenburgs. So finden sich im Raum Ferch alle typischen landschaftlichen Elemente der flachwelligen Grundmoränenplatten (Glindower Hochfläche), der hügeligen Endmoränen (Kames, Fercher Berge), spätglazial aufgewehte Dünenpartien (Kaniner Tal) und schwach geneigte Sander- und Talsandflächen (Beelitzer Sander und Talsandterrassen des Kaniner Tals), die von Rinnen und Tälern unterbrochen werden. Durch die ausschürfende Wirkung des Eises wurde die südlich anschließende „Fercher Rinne“ mit den umgrenzenden Steilrändern ausgebildet. Der Schwielowsee selbst verdankt als glaziales Zungenbecken seine Entstehung diesem maximalen Eisvorstoß der Brandenburger Eisrandlage.
Der Wietkiekenberg 1,5 km südöstlich von Ferch ist eine gebietstypische Stauchmoräne und mit 125 m die höchste Erhebung Mittelbrandenburgs. Von den Bodentypen nehmen Braunerden aus eiszeitlichen Schmelzwassersanden auf dem „Beelitzer Sander“ und in den „Fercher Bergen“ die größte Fläche ein. Sandrohböden und Braunerden aus Dünen- und Talsanden sind im „Kaniner Tal“ weit verbreitet. Fahlerden und Parabraunerden aus Sanden über Geschiebelehm bzw. Geschiebemergel beschränken sich auf die „Glindower Platte“ und ihre Ränder. Die gering verbreiteten Nassböden kommen auf Flusssanden am Schwielowseeufer vor, auf Torfen im Bereich der Kessel- und Rinnenmoore.
Das Mühlenfließ, ein in der „Fercher Rinne“ verlaufender Bach natürlichen Ursprungs, erinnert an die einstmals betriebene Wassermühle an der Straße Mühlengrund. Die zahlreichen feuchten Senken und Moore in den hügeligen Partien des Gebietes, wichtige erdgeschichtliche Archive zur Rekonstruktion der Landschafts- und Vegetationsgeschichte, sind seit den 1970er Jahren durch die benachbarten Brunnen der Potsdamer Wasserversorgung zunehmend ausgetrocknet und in ihrem Pflanzen- und Tierbestand gefährdet. Der Schwielowsee gehört mit Ferch zum „Potsdamer Havel- und Seengebiet“, dessen landschaftliche Schönheit sich dem UNESCO-Weltkulturerbe der Potsdamer Schlösser und Gärten anschließt, ergänzt durch die bekannte Malerkolonie um 1900 und die zunehmende touristische Erschließung seit jener Zeit.

### Vegetation
Mehrere Natur- und Landschaftsschutzgebiete, Naturdenkmale und zahlreiche historische Kulturlandschaftselemente sowie ein breites Spektrum von Biotoptypen sind hier anzutreffen. Als Teil der Zauche (von slaw. such, das trockene Land, d. h. vor allem der „Beelitzer Sander“) wurde das Gebiet vergleichsweise spät besiedelt. Erst mit dem hochmittelalterlichen Landesausbau setzte die intensive Nutzung und Überformung ein. Eine hervorragende Datengrundlage (sechs Pollendiagramme sowie umfangreiche Daten zur Landschafts-, Siedlungs- und Nutzungsgeschichte aus verschiedenen Quellensammlungen und Einzelpublikationen) ermöglicht die Rekonstruktion der spät- und nacheiszeitlichen natürlichen Waldentwicklung und der Veränderungen unter menschlichem Einfluss. Sie werden mit Profilschnitten und Vegetationskarten zu Früh-, Hoch-, Spätmittelalter und mittlerer Neuzeit veranschaulicht. Die neuzeitliche Entwicklung Ferchs ließ sich u. a. anhand historischer Karten in mehreren eigens erstellten Landschaftszustandskarten nachvollziehen.
Bis zum hochmittelalterlichen Landesausbau unterlag das Fercher Gebiet wie viele Teile Brandenburgs einer vorwiegend durch Böden, Klima und Relief geprägten nacheiszeitlichen Vegetationsentwicklung. Außerhalb der ur- und frühgeschichtlichen Siedlungsflächen herrschte die ursprüngliche natürliche Waldzusammensetzung. Nach Ausbreitung von Rot- und Hainbuche als letzten Einwanderern unter den einheimischen Baumarten herrschte in dieser laubholzreichsten Zeit des Frühmittelalters die Eiche in verschiedenen Waldtypen vor. Aufgrund von Nährstoffangebot und Wasserhaushalt der Böden und ihrer Reliefposition waren zehn verschiedene Waldtypen entstanden. Der Kiefern-Traubeneichen-Wald nahm auf den Talsand- bzw. Hochflächen, der Kiefernmischwald auf dem „Beelitzer Sander“ und im „Kaniner Tal“ den größten Flächenanteil ein. Auf bodensauren Standorten waren trockener und feuchter Stieleichen-Birken-Wald sowie Birken- bzw. Erlenbruchwald ausgebildet, letzterer insbesondere in der „Fercher Rinne“. Kühlfeuchte, nordwestlich exponierte Hänge und Hangfüße der „Fercher Berge“ besiedelte der Rotbuchen-Traubeneichen-Wald. Geringere Verbreitung hatten Wälder auf kalkhaltigen Standorten, vornehmlich trockener bis feuchter Eichen-Hainbuchen-Wald. Nur kleinflächig kam Erlen-Eschen-Wald in den gelegentlich überfluteten Niederungen vor.
Die heutige Vegetation ist dagegen ein Mosaik aus Forsten, Grünland und Mooren, jeweils in unterschiedlicher Ausprägung. Nach der aktuellen Biotoptypenkartierung wachsen auf den sandigen und trockenen Standorten, z. B. auf dem „Beelitzer Sander“, naturferne Kiefernforste mit unterschiedlicher Laubholzbeimischung aus Birke, Eiche, Robinie und selten Rotbuche, auf den nassen Standorten entlang der Wiesenniederung der „Fercher Rinne“ dehnen sich Erlenbruchwälder aus. Reste der Kiefern-Traubeneichen-Wälder gibt es z. B. in den „Fercher Bergen“. Dort zeugen außerdem noch erhaltene „Huteeichen“ von der ehemaligen Nutzung für Waldweide bzw. Schweinemast. Im Zuge eines Waldumbaus sind besonders im letzten Jahrzehnt kleinflächig verstärkt Laubholzarten wie Stieleiche eingebracht worden. Verschiedene nichteinheimische Baumarten sind heute in vielen Teilen des Gebietes am Waldaufbau beteiligt. Dabei tritt die ursprünglich für den Brandschutz an Waldrändern angepflanzte Robinie mittlerweile verstärkt als Mischbaumart auf. Die ebenfalls angepflanzte Rosskastanie besiedelt einige anspruchsvollere Standorte, z. B. in der „Fercher Rinne“, auf ehemals buchenfähigen Standorten. Teils aus Anpflanzung, teils aus deren Verjüngung kommen Lärche, Roteiche und Spätblühende Traubenkirsche vor. In jüngster Vergangenheit fand bei den Aufforstungen auch die Douglasie Verwendung.
Die nutzungsbedingten Veränderungen der Vegetation waren im 11. Jahrhundert noch auf den Umkreis der slawischen Siedlung Oberferch an der heutigen Ortslage „Alte Dorfstelle“ beschränkt. Nach der Gründung von Ferch und Kammerode hat die Waldnutzung bis zum Ende des Hochmittelalters um 1250 dagegen zu erheblichen Veränderungen in der Verteilung, Struktur und Zusammensetzung der Bestände geführt. Mit ausgedehnten Rodungen der vor allem als Haus- und Schiffsbauholz gefragten Eiche kam es zu großflächiger Verarmung des Kiefern-Traubeneichen-Waldes. Auch der Anteil der Rotbuche am Waldaufbau ging zurück, obwohl beide Baumarten in Form von freistehenden Einzelexemplaren mit ausladender Krone als Mastbäume für die Waldweide von Schweinen und Rindern dienten. Auf der „Glindower Platte“ war ein beträchtlicher Teil des Stieleichen-Hainbuchen-Waldes mit der intensiven Holznutzung und der Anlage von Äckern auf den Fahl- und Braunerden aus Geschiebelehm vernichtet worden. Im „Kaniner Tal“ und auf der westlich anschließenden Bliesendorfer Gemarkung führte die Freilegung der Böden zu Sandverwehungen größeren Ausmaßes (Jungdünenbildung) und zur Ausbildung von Sandtrockenrasen.
Die seit ca. 1230 an der Havel und später auch am Fercher Bach angelegten Mühlenstaue verursachten einen Grundwasseranstieg um etwa einen Meter, örtlich verstärkt durch den vermehrten Oberflächenabfluss auf den entwaldeten Standorten. In den Mooren nahm daher die Torfbildung zu, und in den Randzonen dieser und anderer Kleinsenken sowie der Gewässer verschoben sich die Übergänge hin zu grundwasserbeeinflussten Standorten und Waldtypen. So wandelte sich am Schwielowsee, am Fercher Bach und an den Mooren der feuchte Stieleichen-Birken-Wald zum Birken- oder Erlenbruchwald bzw. der trockene zum feuchten Stieleichen-Birkenwald. Als Folge der Agrarkrise (1350–1450), der Pest und des Dreißigjährigen Krieges (1618–1648) entstanden auf den nicht beweideten Bereichen der durch Ackerbau und Streunutzung nährstoffverarmten Böden Sekundärwälder, vorrangig aus Kiefer und Birke. Besonders gefördert wurden Eichen in dem zunehmend aufgelichteten Bestand des aus Kiefern-Traubeneichenwald entstandenen Hutewaldes während der mittleren Neuzeit (1650–1750). In den kiefern- und birkenreichen Sekundärwäldern trugen Köhlerei und Teerschwelerei bis in das 18. Jahrhundert zur flächenhaften Waldnutzung bei. Das Ergebnis dieses vom Menschen innerhalb eines Jahrtausends verursachten Vegetationswandels wurde deutlich.

### Kulturlandschaft
Für den Ort Ferch können zwei bedeutende Bauphasen ausgemacht werden: die Zeit des Wiederaufbaus nach dem Dreißigjährigen Krieg und die Zeit zu Beginn des 20. Jahrhunderts, als der Tourismus in Ferch zunahm. Für die bauliche Substanz stellte der Dreißigjährige Krieg offenbar so etwas wie eine „Stunde Null“ dar. Die Huteeichen in der Ortslage Ferch und in den Fercher Bergen weisen ein Alter bis 500 Jahren auf. Sie stellen historische Kulturlandschaftselemente dar, die bereits vor den Kriegshandlungen des 17. Jahrhunderts existierten. Die Wiesennutzung in den Niederungsbereichen des Mühlengrunds und bei Mittelbusch hat es vermutlich ebenfalls bereits vor den Verwüstungen des Krieges gegeben.
Auch die Wegeführungen dürften schon vor dem Krieg bestanden haben und nach der Wiederbesiedlung weiter genutzt worden sein. Die Hohlwege gehören zu Wegverläufen, die bereits auf Kartenwerken vor 1839 verzeichnet sind. Einige sind eiszeitliche Abflussrinnen, die später als Wegstrukturen aufgegriffen wurden. Jedenfalls kommen Hohlwege in einer Häufigkeit vor, die sie zu einer typischen Erscheinung der Fercher Landschaft machen.
Im Laufe des 18. Jahrhunderts nahm der Betrieb von Wind- und Wassermühlen, eine verstärkte Entwässerung von Niederungsgebieten, der Obstanbau und der Betrieb von Ziegeleien einen Aufschwung. Fast alle dieser Nutzungen haben Spuren in der Landschaft hinterlassen. Nur die Windmühle in der Nähe der Kirche an der Beelitzer Straße wurde zu Beginn des 20. Jahrhunderts abgerissen, und auch den Teerofen an der Dorfstraße gibt es nicht mehr. Die Gräben im Mühlengrund sind erhalten geblieben, auch wenn ihre ursprüngliche Funktion durch die abgesenkten Grundwasserstände der Potsdamer Wasserwerke nicht mehr gegeben ist. Das Gebäude der Wassermühle ist wie der Mühlengraben und der Mühlenteich erhalten geblieben. Auch steilrandige Tongruben der Ziegeleien gibt südlich des Ortsteils Neue Scheune (der Name bezieht sich auf die Ziegelscheune) und der Ortslage Ferch.
Der hohe Laubwaldanteil in den Fercher Bergen ist im Umkreis des Schlosses Caputh mit hoher Wahrscheinlichkeit auf das 18. bzw. den Beginn des 19. Jahrhunderts zurückzuführen. Eine Verschönerung der Landschaft durch gezielte Anpflanzungen von Laubholzgruppen, insbesondere Eichen, wurde durch Peter Joseph Lenne vorgenommen, der 1820 den Garten des Schlosses Caputh im Zuge der Umsetzung des „Verschönerungsplans der Gegend um Potsdam“ umgestaltete. Aber schon im 18. Jahrhundert waren in vielen Waldgebieten die Eichenbestände so zurückgegangen, dass Friedrich II. (1740–1786) eine Wiederanpflanzung veranlasste.
Der Obstanbau, eine typische Landnutzung der Potsdamer Kulturlandschaft, nahm in Ferch erst zu Beginn des 20. Jahrhunderts zu. Die Obstgärten wurden zu einem in der Region weit verbreiteten Wirtschaftszweig, der für die Stadt Werder bis in die Gegenwart bekannt ist. Streuobstbestände sind an der Beelitzer Straße, im Mühlengrund und bei Kammerode erhalten geblieben. Zahlreiche Restbestände in den Gärten an der Beelitzer Straße sorgen zudem dafür, dass dieser ehemals typische Wirtschaftszweig im Landschaftsbild noch erkennbar ist.

## Geschichte

### Ersterwähnung und Besitzverhältnisse
Der Ort wurde 1317 als Verch erstmals urkundlich erwähnt. Das Dorf Verch gehörte zu jener Zeit zum Besitz des Klosters Lehnin. Eine Siedlung gab es dort jedoch schon vor der Ersterwähnung. Der Name des Dorfes Verch leitet sich vermutlich von der slawischen Bezeichnung für Höhe oder Gipfel ab (vgl. niedersorbisch wjerch). Für einen Ort in ähnlicher Lage am hinteren Ende eines Sees findet sich das auch beispielsweise in Ferchesar. In einer Chronik des Ortschronisten Fritz Albert Dohnert aus dem Jahr 1954 wird noch eine andere Erklärung geliefert, denn vor 1450 trat auch die Ortsbezeichnung Fehrich auf. Diese sei eine Bezeichnung für eine Fischersiedlung gewesen. Die Zisterziensermönche des Klosters Lehnin legten an mehreren Stellen am See Fischerhütten an, wahrscheinlich auch beim heutigen Ferch.
Im Ortsregister des Landbuch Kaiser Karls IV. aus dem Jahre 1375 werden zwei Dörfer erwähnt, Verch superior und Verch inferior, ein Unteres und Oberes Dorf. Das Untere Dorf brannte im 15. Jahrhundert völlig ab und blieb lange Zeit wüst. Die ehemaligen Bewohner zogen ins Obere Dorf. Noch heute gibt es in Ferch einen Hinweis auf eine Alte Dorfstelle im Bereich des Oberdorfes. Die slawische Siedlung bei „Alte Dorfstelle“ (Oberferch, Verch Superior), heute am gleichnamigen Weg zu den zahlreichen Wochenendgrundstücken im Fercher Forstgebiet, lag hier am Osthang der „Fercher Rinne“ nahe dem „Beelitzer Sander“. Es ist anzunehmen, dass sie sich in nächster Nähe zur Quelle des Fercher Baches befand. Das Nutzungsgebiet reichte nach den Befunden der Pollenanalyse bis in den Umkreis des 500 m entfernten Großen Moores (Fercher Kesselmoor).
Gegen 1375 ging Ferch in den Besitz der Adelsfamilie von Rochow über. Im selben Jahr wird Wychard von Rochow als Besitzer von Ferch erwähnt. Im 16. Jahrhundert teilte sich die Familie von Rochow in mehrere Linien. Seit dieser Zeit gehörte es der Plessower Linie und somit waren die Fercher auch diesem Zweig der Familie von Rochow gegenüber lehnspflichtig.

### Mittelalterliche Siedlung und Wüstung
Im südlichen Teil der „Fercher Rinne“ gab es am Übergang zum „Beelitzer Sander“ bei „Alte Dorfstelle“ bereits eine jungbronzezeitliche Siedlung, deren genaue Datierung jedoch unklar bleibt. Seit Ende des 10. Jahrhunderts bestand an derselben Stelle die slawische Siedlung Oberferch. Der während des mittelalterlichen Landesausbaus im Zuge der deutschen Ostsiedlung gegründete Ort Unterferch (Verch Inferior) ist der Ursprung des heutigen, 1317 erstmals urkundlich genannten Ferch, dessen Bezeichnung vermutlich auf ein slawisches Wort für Anhöhe, Erhebung zurückgeht. Das Landbuch Kaiser Karls IV. von 1375 gibt erstmals detailliert Auskunft über die Besitzverhältnisse im Havelland. Zu dieser Zeit hatten die altmärkischen Gutsherren „von Rochow“ die Grundherrschaft über Ober- und Unterferch mit ihren 25 Hufen. Sie bestand mehr oder weniger durchgehend bis zur Enteignung nach dem Zweiten Weltkrieg.
Das gesamte Havelland war im Spätmittelalter von der Agrarabsatzkrise (1350–1450) und einer rückläufigen Bevölkerungsentwicklung betroffen. Um 1400 waren zudem die ertragsschwachen Ackerflächen auf Sandböden bereits so stark in Mitleidenschaft gezogen, dass sie zugunsten einer extensiven Bewirtschaftung (Weideland) aufgegeben wurden. In diese Zeit fällt der archäologisch-historisch erwiesene Wüstungsvorgang der ursprünglich slawischen Siedlung Oberferch (Alte Dorfstelle). Die Bewohner siedelten wahrscheinlich nach Unterferch um. Diese für das Hochmittelalter typische Zusammenlegung von Dörfern und die damit einhergehende Konzentration der Bevölkerung war eine Folge der „Deutschen Hufenverfassung“ und der Dreifelderwirtschaft, die nach Rodung der Wälder eingeführt wurde.
Das ehemalige Dorf „Lütkendorf“ lag auf der Feldmark und fiel um 1450 wüst. Die wüste Dorfstelle liegt östlich des heutigen Wohnplatzes „Resau“ Stadt Werder und der Gemarkung „Ferch“ Gemeinde Schwielowsee.

### Neuzeit
Zu Beginn des Dreißigjährigen Krieges war Ferch eines der kleinsten Dörfer der Zauche mit kaum mehr als 60 Einwohnern im Jahr 1624. Der Weg der kaiserlichen Armee führte 1638/39 auch durch die Zauche. Kammerode und Ferch brannten. Am Ende des Krieges 1648 lebte in Ferch nur noch eine Frau. Der einige Jahrzehnte jüngere Atlas der Herrschaft Potsdam (1679–1683), verfasst von dem polnischen Adligen und Kartografen in preußischen Diensten Samuel Suchodolec (Samuel de Suchodoletz), zeigt bereits wieder größere Ackerflächen im Gebiet um Ferch. Die ältesten heute noch erhaltenen Gebäude in Ferch sind vier Katen in der Dorfstraße 7–13, die Dorfkirche und das „Kossätenhaus“ an der Ecke Beelitzer/Dorfstraße. Sie sind wahrscheinlich nach dem Dreißigjährigen Krieg errichtet worden. Ebenfalls vom Ende des 17. Jahrhunderts dürfte die durch die Familie „von Rochow“ im Wiesengrund erbaute Wassermühle stammen.
Das 18. Jahrhundert brachte für Ferch eine weitere Stabilisierung. 1710 wurde das erste Schulhaus gegründet, und es entstanden herrschaftliche Ziegelscheunen und ein Kalkofen. Ein Teerofen (schon von Suchodolec 1683 verzeichnet) und ein Samendarre für die Forstwirtschaft wurden betrieben. In dieser Zeit dürfte die Forstwirtschaft für das Einkommen der Fercher eine wichtige Rolle gespielt haben. Die Bevölkerung Ferchs stieg bis 1772 auf 252 Einwohner an, was sich auch in den Kartenwerken der Zeit widerspiegelt.
Am 8. November 1881 wurden alle Verpflichtungen, die die Fercher Bewohner gegenüber dem Patronatsherrn von Rochow hatten, sowie die Realabgaben, die an die Pfarre in Bliesendorf zu entrichten waren, aufgehoben. 1878 wurde das Dorf von dem Maler Karl Hagemeister (1844–1933) entdeckt, der hier mit seinem Freund Carl Schuch (1846–1903) Motive für seine Landschaftsmalerei fand. Die damalige Abgeschiedenheit und die vielseitige Natur um Ferch lockten die Künstler an den Schwielowsee und begründeten damit eine Malerkolonie.

### 20. Jahrhundert
Mit Beginn des 20. Jahrhunderts und dem Anschluss Ferchs an das Schienen- und Straßennetz kam es zu einer deutlichen Siedlungsausdehnung und Belebung des Fremdenverkehrs aus Potsdam und Berlin. Zwar blieb die Forstwirtschaft vorherrschend, die Fercher erschlossen sich durch Verkauf und Verpachtung von Obstbauflächen zusätzliche Einnahmequellen. Charakteristisch ist der Nutzungswandel der Holzablage in Flottstelle zu einem seit 1941 verzeichneten Badeplatz. Auch die Bebauung durch Wochenendhäuser nahm stark zu. Aus dem früheren Dorfkrug entwickelte sich der Gasthof „Kurhaus“, eines der Zentren des dörflichen Lebens. Im Kurhaus stiegen u. a. Emil Jannings, Hans Albers, Harry Piel und Marika Rökk ab. Hier residierte während der Olympischen Spiele 1936 die japanische Delegation.
In den Kriegsjahren 1942–1945 suchten viele Berliner in Ferch Unterschlupf vor den zunehmenden Luftangriffen. Um den 23. April 1945, während der Schlacht um Berlin, lag die Armee Wenck 60 km südwestlich von Berlin und hielt eine Verteidigungslinie (von Ferch im Norden bis nach Niemegk im Süden)  gegen aus Osten und Südosten vorrückende Verbände der Roten Armee. Der Armee Wenck gelang ein Durchbruch zur 9. Armee; für kurze Zeit gab es in der Nähe von Ferch einen schmalen Korridor, durch den Verwundete und Flüchtlinge bis zur Elbebrücke Tangermünde und dort über die Elbe gelangen konnten.
Nach dem Krieg wurde das 900 ha große Fercher Forstgut, Teil des Großgrundbesitzes um Schloss Plessow, enteignet. Letzter Eigentümer war Hans Wichard von Rochow-Stülpe a.d.H. Plessow. Heimatvertriebene aus den Gebieten jenseits der Oder-Neiße-Grenze siedelten sich in Ferch an, wodurch die Einwohnerzahl von 896 im Jahr 1936 auf 1116 im Jahr 1946 anstieg.
Zu DDR-Zeiten errichtete und unterhielt die Deutsche Reichsbahn ein Betriebs-Ferienlager „Neue Scheune“. Aus dem „Kurhaus“ wurde das FDGB-Erholungsheim „Pierre Semard“, es wurde 1992 abgerissen. An selber Stelle wurden ab 2009 mehrere Einfamilienhäuser gebaut. Auch auf einigen Bungalowflächen aus der DDR-Zeit wurden nach der deutschen Wiedervereinigung 1990 Neubauten errichtet. Künftig soll die Dorfstruktur durch die Errichtung von Einfamilienhäusern verdichtet werden. Am 31. Dezember 2002 schlossen sich Ferch und die Nachbarorte Caputh und Geltow zur Gemeinde Schwielowsee zusammen. Heute hat der Ort etwa 1700 Einwohner.

## Geschichte der Ortsteile

### Kammerode
Das 1267 erstmals erwähnte Kammerode ist wahrscheinlich eine der Ortsgründungen, die nach den großflächigen Vernässungen des Havellandes durch den Mühlenstau in der Stadt Brandenburg um 1230 veranlasst worden sind. Das Dorf unterstand um 1370 der Burg oder Vogtei Potsdam und wurde 1452 vom Kloster Lehnin als lehnspflichtiger Landesbesitz erworben. Der Ortsname geht vermutlich auf slawisch komar und voda, d. h. „Mückenwasser“ oder auf slawisch kamen für „Stein“ zurück. Der Ort am südwestlichen Rand der Glindower Grundmoränenplatte liegt im „Kaniner Tal“, das von Sandverwehungen des Hoch- und Spätmittelalters, den „Kaniner Dünen“, bedeckt ist. Nachdem die Feldmark schon um 1375 weitgehend entwaldet war, fiel Kammerode bis 1450 wüst. Im 16. Jahrhundert bewaldete sich die Feldmark wieder. Sie wurde zum großen Teil als Extensivweide mit Schafen genutzt und 1543 als Cammerodische Heide bezeichnet. Im Laufe des 18. Jahrhunderts wurde der Ort durch ein Vorwerk und die Ansiedlung von Büdnern wiederbelebt.

### Resau
Resau gehörte ab 1872 zum Gutsbezirk bzw. Gemeindebezirk Kammerode. Gemeindebezirk und Gutsbezirk wurde 1928 zunächst mit Ferch, dann mit Bliesendorf vereinigt. 1931 und 1937 war Resau ein Wohnplatz von Bliesendorf. Heute ist Resau ein Wohnplatz der Stadt Werder auf der Gemarkung des Ortsteils Bliesendorf.

### Kemnitzer Heide
Der südliche Teil der Kammeroder Feldmark kam als „Kemnitzer Heide“ an das Gut Kemnitz bei Werder. Um 1740 wurde hier eines der ersten Forsthäuser der Umgebung gegründet, das sich zu der Waldarbeitersiedlung „Kemnitzer Heide“ mit einer Gemarkung von etwa 400 ha Wald- und Forstfläche entwickelte.

## Infrastruktur
1908 erhielt Ferch den Anschluss an die Bahnstrecke Jüterbog–Nauen. Der Bahnhof Ferch-Lienewitz liegt zehn Straßenkilometer östlich von Ferch.

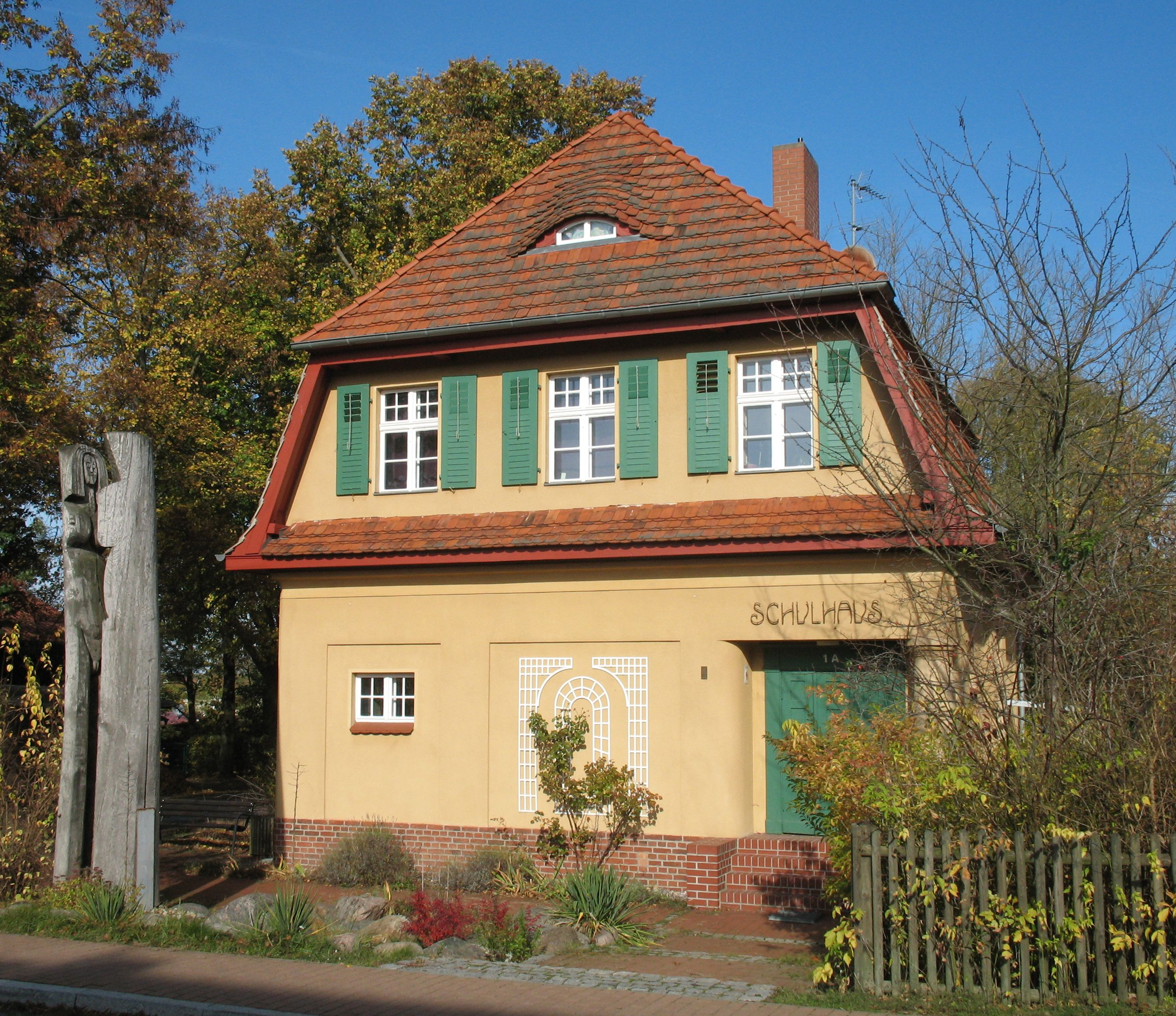
Ehemaliges Schulhaus

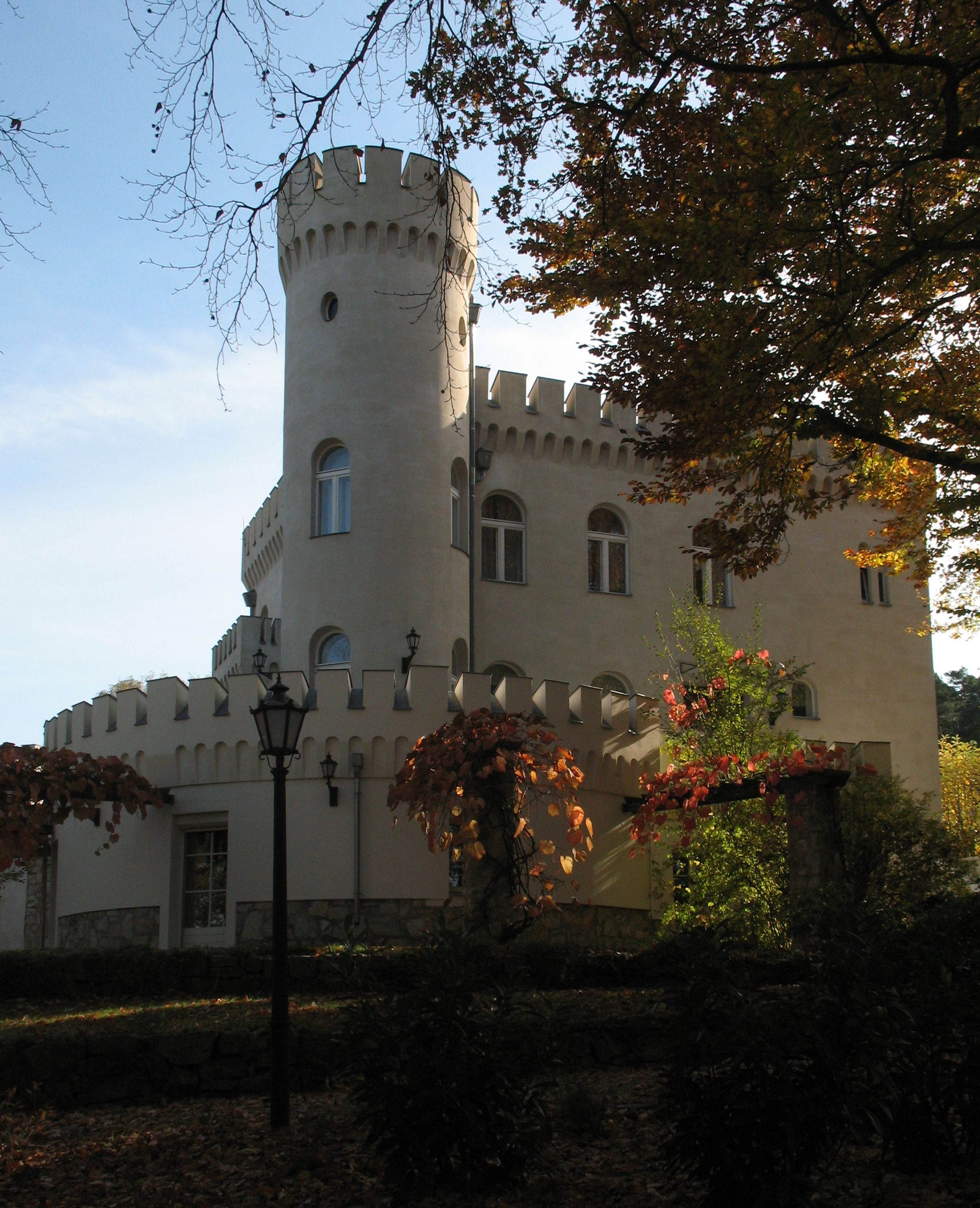
„Burg Ferch“

## Ortsgliederung
- Kammerode
- Kemmnitzer Heide
- Mittelbusch
- Neue Scheune
- Ferch-Lienewitz
- Alte Dorfstelle
- Sperlingslust

Die Orte Kammerode, Kemmnitzer Heide, Mittelbusch, Neue Scheune und Ferch-Lienewitz wurden 1928 in die bestehende Gemeinde Ferch eingemeindet.

## Religion
Ferch gehört zu „Evangelische Kreuz-Kirchengemeinde Bliesendorf“.

## Verwaltung
Mit der Kreisreform von 1872 wurde Ferch dem Kreis Zauch-Belzig unterstellt. Mit der Auflösung der alten Kreise 1952 in der damaligen DDR, kam die Gemeinde Ferch zum Kreis Potsdam-Land im Bezirk Potsdam der DDR. 1990 wurden die neuen Bundesländer wieder eingerichtet, der Bezirk Potsdam ging komplett im Land Brandenburg auf. Mit der Ämterbildung 1992 im Land Brandenburg schloss sich die bisher eigenständige Gemeinde Ferch mit den Gemeinden Caputh und Geltow zum Amt Schwielowsee zusammen, das seinen Sitz in der Gemeinde Caputh hatte. Mit der Kreisreform 1993 kam die Gemeinde Ferch zum Landkreis Potsdam-Mittelmark. Die Gemeinde Schwielowsee entstand am 31. Dezember 2002 durch den freiwilligen Zusammenschluss der bis dahin eigenständigen Gemeinden Caputh, Ferch und Geltow. Das Amt Schwielowsee wurde zum selben Zeitpunkt aufgelöst, die Gemeinde Schwielowsee amtsfrei. Die Gemeindeverwaltung zog 2003 in ihren neuen Verwaltungssitz nach Ferch auf dem Potsdamer Platz.

## Sehenswürdigkeiten

### Fercher Fischerkirche

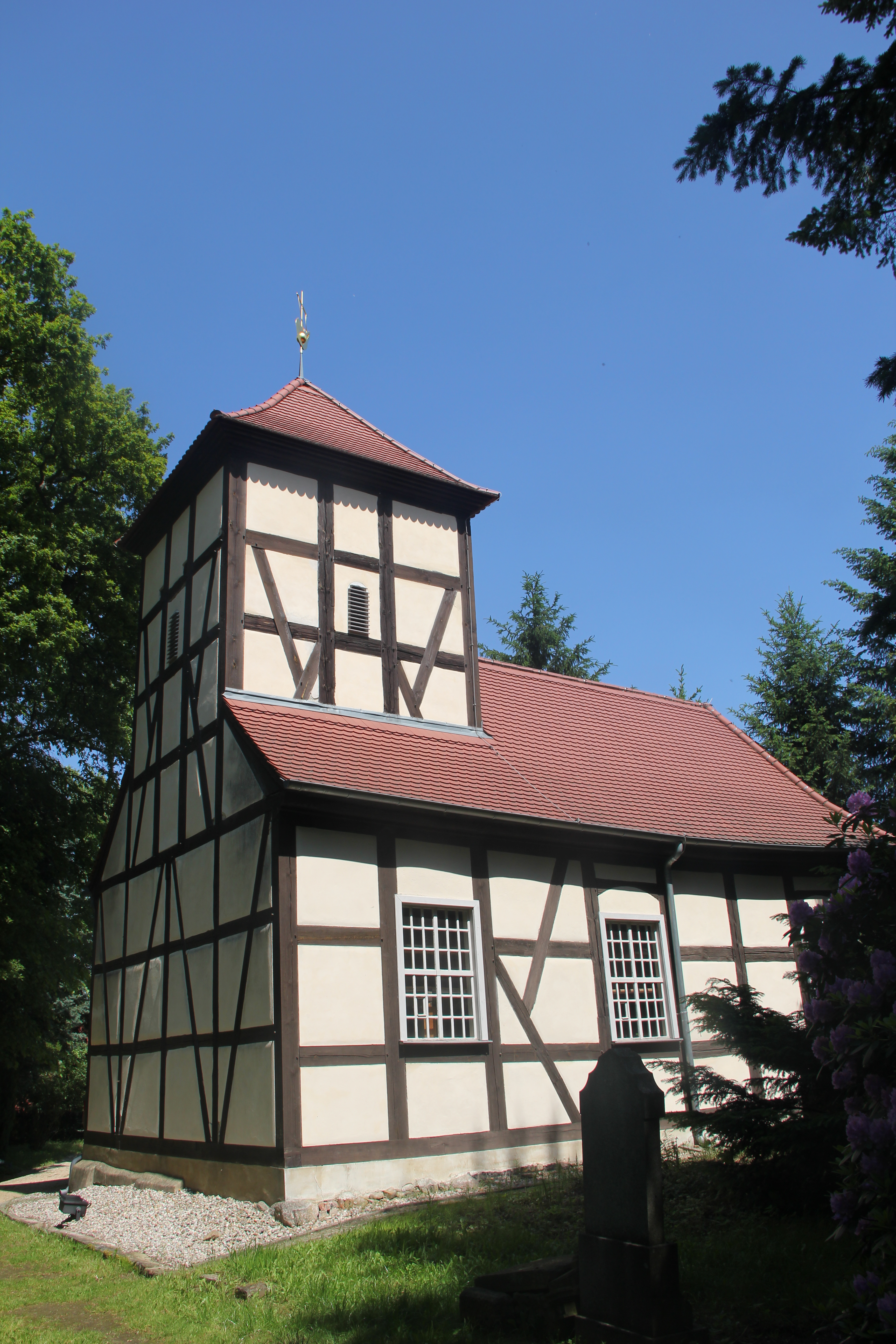
Evangelische Dorfkirche Ferch

Die denkmalgeschützte Dorfkirche in Ferch ist ein in seiner Art besonders gestalteter Kirchenbau, was ihr die Bezeichnung Fischerkirche hat zukommen lassen. Im 17. Jahrhundert (vermutlich nach dem Dreißigjährigen Krieg) wurde sie als schlichte märkische (evangelische) Predigerkirche erbaut. Auf einer kleinen Bodenerhebung steht aus solidem Holzwerk ein dreiachsiger Fachwerksaal mit polygonalem Chorabschluss und Westturm. Die Holzdecke ist als Tonne gewölbt und hat die Form eines auf dem Kopf liegenden Kahns (Kirchenschiff). Der an der Westseite der Decke sichtbare Auflagebalken des Turms kann als Steuerruder des Kahns gedeutet werden. Die Wolkenbildung über dem Schwielowsee, wie die Fischer bei ihrer Arbeit erlebten, diente wohl als Motiv für die Bemalung der Decke und stellt das himmlische Reiche Gottes dar. Einige Wolken wurden mit Gesichtern (Darstellung von Engeln) versehen.
Die Einrichtung (Altar, Taufengel, Empore und Gestühl) stammt aus der Bauzeit der Kirche. Der im Chorraum stehende Kanzelaltar ist mit einfachen Schnitzereien und Malereien (Christus und die vier Evangelisten) versehen. Kanzel und Schalldeckel hängen zwischen zwei gedrehten Säulen, unter denen die Wappen der Plessower Patronatsfamilien (links: von Rochow, rechts: von Arnim) eingefügt sind. Der Taufengel könnte als Galionsfigur des Schiffes gedacht sein. Er wird bei Taufen heruntergelassen und soll das von Gott (von oben) kommende Heil versinnbildlichen. In der Muschel hält der Engel die Taufschale (Zinn, 1738). Sie ist von einem Handwerksmeister des Ortes gestiftet worden. Die Deckenbeleuchtung im Altarraum stellt den Stern von Bethlehem dar.
Als Rarität gelten die an den Emporen angebrachten und etwa kronförmig gestalteten Totenbretter (Kronenbretter, Totenkronen). Sie wurden von Angehörigen zur Erinnerung an ihre zumeist im Kindesalter Verstorbenen angebracht. An Gedenktagen wurde darauf Blumenschmuck gestellt.
1965 erhielt die Kirche eine kleine Orgel der Potsdamer Orgelbaufirma Schuke.
Im Jahr 1981 wurde an vielen Holzteilen der Kirche ein starker Befall mit holzzerstörenden Schadinsekten festgestellt. Als Gegenmaßnahme verpackten die Kammerjäger die Kirche für mehrere Tage in Folie und setzten sie anschließend einer Blausäurebegasung aus. Zur Kontrolle wurden empfindliche Mikrofone so angebracht, dass die Fressgeräusche der Insektenlarven zu hören waren. Die Begasung wurde beendet, als die Mikrofone keinerlei Geräusche mehr registrierten.
Nach der Wiedererrichtung der Länder und der Wiedervereinigung (3. Oktober 1990) konnte die Kirchenleitung Untersuchungen an den tragenden Holzteilen (nach 1997/98) durchführen lassen. Diese ergaben, dass die Standsicherheit der Kirche ohne Sicherungsmaßnahmen gefährdet war. Gefördert durch die Deutsche Stiftung Denkmalschutz, mit Landes- und Bundesmitteln, mit Hilfe der Landeskirche und durch Einzelspenden wurde die Kirche 1999/2000 für 330.000 DM (ca. 169.000 EUR) saniert und restauriert und erhielt eine neue Turmkrönung. Das Geld reichte vorerst nicht für die Restaurierung des Kanzelaltars (dessen schlechter farblicher Zustand fiel im restaurierten Innenraum der Kirche auf). Nachdem hierfür die Finanzierung aus eigenen Mitteln gesichert war, wurde im Jahr 2002 auch die Restaurierung des Kanzelaltars, sowie z. T. auch die des Taufengels begonnen und im Jahr 2003 abgeschlossen.

### Fercher Uferpromenade
2014 wurde nach einer Entwicklungszeit von 14 Jahren der letzte Bauabschnitt des Uferwanderweges in Ferch fertiggestellt. Der Parkplatz am „Haus am See“ in Neue Scheune wurde eröffnet. Der erste Abschnitt des Uferwanderweges war im Jahr 1999 mit dem Bau des Radweges von Caputh nach Ferch begonnen worden. Der gesamte Uferwanderweg ist 6,32 Kilometer lang. Er kostete rund 1,85 Millionen Euro. Die Gemeinde Schwielowsee zahlte etwa 536.000 Euro und rund 1,3 Millionen Euro waren Fördermittel.

### Aussichtsturm auf dem „Wietkiekenberg“ Ferch

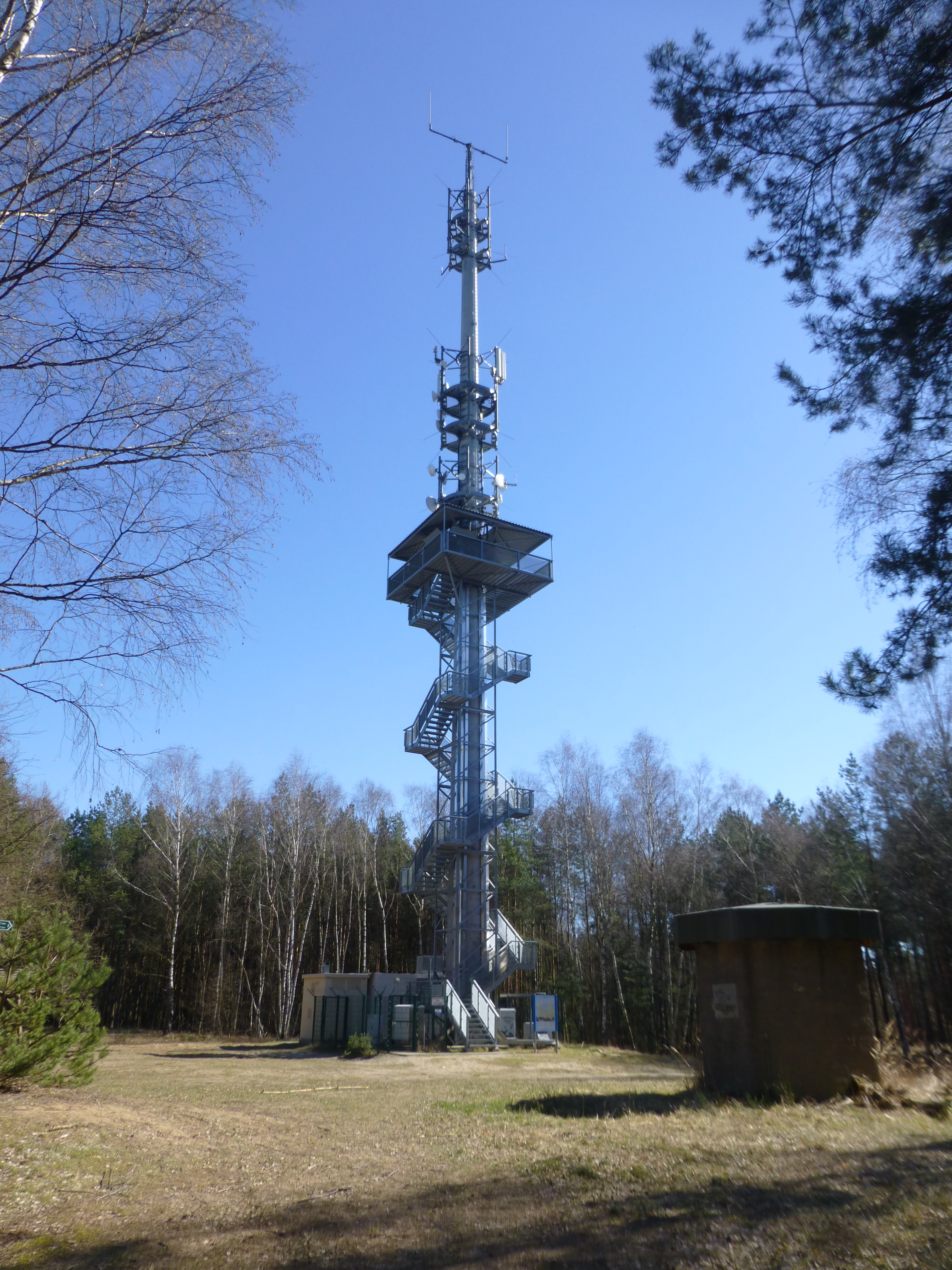
Aussichtsturm auf dem Wietkiekenberg

Die Gemeinde Schwielowsee hat den seit 2012 auf dem Wietkiekenberg stehenden BOS-Funkturm (Schleuderbetonmast) 2014/15 mit Fördermitteln des Europäischen Landwirtschaftsfonds und des Landes Brandenburg zum Aussichtsturm ausbauen lassen. Ziel der Gemeinde war es, mit der Errichtung der Aussichtsplattform den Urlaubern, Tagesgästen und Bürgern den spektakulären Ausblick von der zweithöchsten Erhebung im Landkreis Potsdam-Mittelmark zugänglich zu machen. Bei guter Sicht kann der Blick bis zum Berliner Fernsehturm, nach Potsdam, Stadt Brandenburg „Marienberg“ und zum Hohen Fläming reichen.

### Sonstige Sehenswürdigkeiten und Kulturdenkmale (Auswahl)

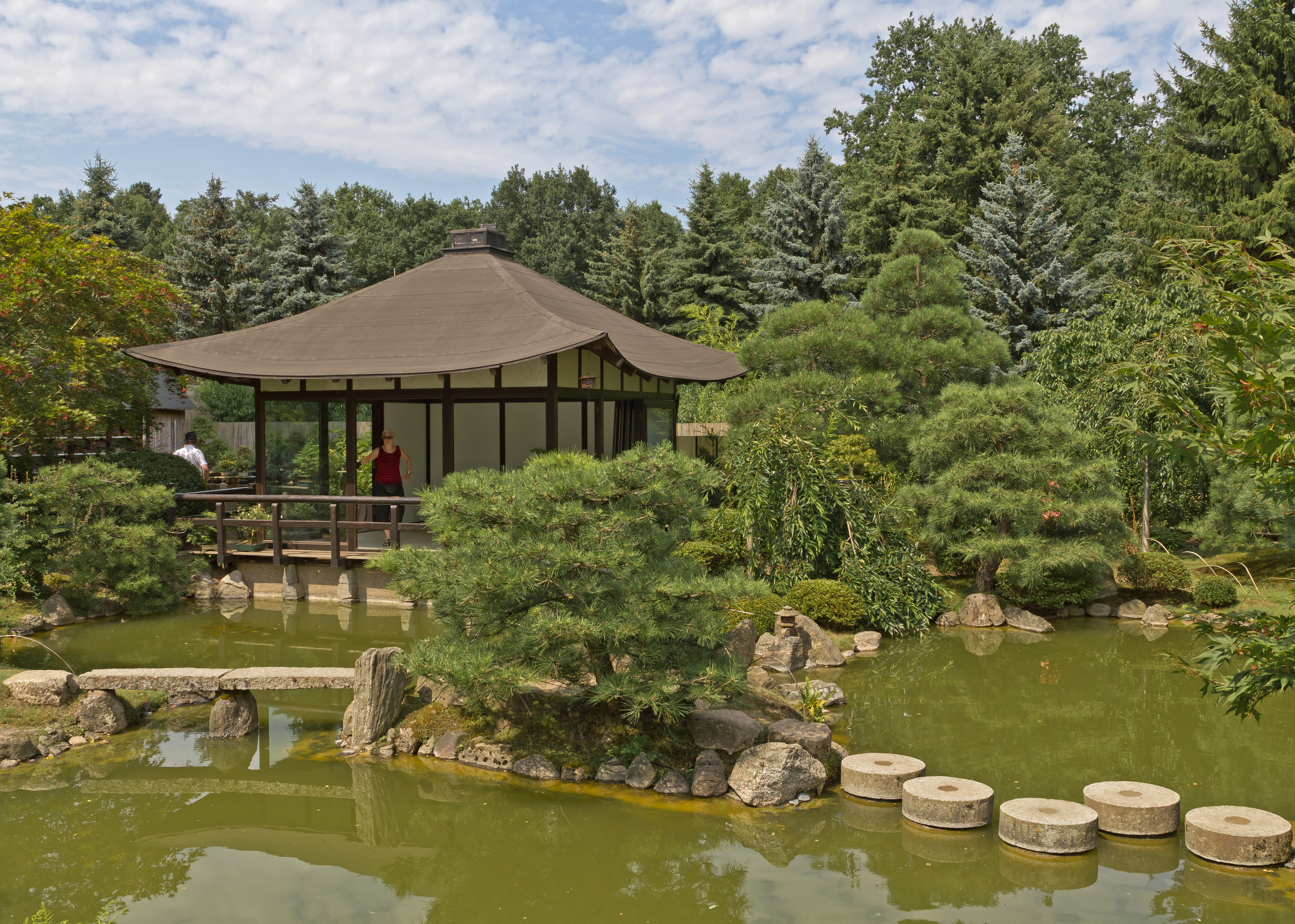
Bonsaigarten Ferch

- Von 1632 stammt die in Fachwerk errichtete Fischerkirche in Ferch. Das Tonnengewölbe dieser Kirche hat die Form eine Kahns.
- Ein Gedenkstein am Rande eines kleinen Platzes an der Ecke Beelitzer Straße / Burgstraße erinnert an die umgekommenen Häftlinge des Fercher KZ-Außenlagers des KZ Sachsenhausen.
- An der Südspitze des Schwielowsees befindet sich die 1992 gegründete Fercher Obstkistenbühne, eine Freilicht-Kleinkunstbühne im Innenhof eines alten Bauernhauses.
- Der Bonsaigarten Ferch am Nordrand des Dorfes wurde 1996 auf dem ehemaligen Feriengelände eines Leipziger Betriebes angelegt.
- Hans Otto Gehrcke – Haus in Neue Scheune mit verträumtem Garten direkt am Schwielowsee. Der Garten wurde von Karl Förster angelegt bzw. gestaltet. Eine hölzerne Brücke verbindet den auf einer Anhöhe gelegenen Garten über einen Uferweg mit dem unteren Bereich am See.
- Museum der Havelländischen Malerkolonie. Im Mittelpunkt Ferchs steht heute noch das letzte Kossätenhaus (heute Museum), vermutlich eines der ältesten Häuser im Ort überhaupt.
- Wassermühle von 1610 im Mühlengrund. Die Wassermühle ist nicht mehr in Betrieb. Der Mühlenbach führt kein Wasser mehr. Auf dem Gelände befand sich bis 1969 die örtliche Freiwillige Feuerwehr. Im alten Feuerwehrhaus ist in den letzten Jahren die „Fercher Kulturscheune“ entstanden. Hier werden ganzjährig Veranstaltungen von „Kulturforum Schwielowsee“ durchgeführt. Im Gebäude der Wassermühle waren bis 1990 die örtliche Bank und das Landambulatorium untergebracht. Heute ist das Gelände in Privateigentum.
- Wiesensteg – Er liegt am malerischen Weg entlang am Schwielowsee. Der Seeweg verbindet Ferch mit dem ehemaligen Ortsteil „Neue Scheune“. Der Wiesensteg führt durch einen entstehenden naturerlebbaren Erlenbruchwald. Bis 1990 wurden die Feuchtwiesen bewirtschaftet. Es bestand ein Sichtkorridor von der Mühlenwiese „Wassermühle“ bis zum See. In den letzten Jahrzehnten ist der Bereich durch Erlenaufwüchse verbuscht. Die Natur holt sich ihren Lebensraum zurück.
- Tausendjährige Eiche – am Schwarzen Weg
- Reetgedeckte Fischerkaten (Dorfstraße 7–13)- Die Fischerhäuschen wurden möglicherweise in der zweiten Hälfte des 17. Jahrhunderts erbaut. Die Häuser wurden von Fischern bewohnt. Es sind vier traufständige, eingeschossige Häuser mit Satteldächern.
- Luther-Rüsthaus (Burgstraße)

## Wirtschaft und Infrastruktur
Ferch ist heute vor allem ein Erholungsort. Der Schwielowsee bietet Möglichkeiten für Wassersportler.

### Tourismus
- Strandbad Ferch mit Strandcafé, Beachvolleyball und Spielplatz
- offene Badestelle „Mittelbusch“
- Campingplatz Neue Scheune mit Fahrradvermietung
- Campingplatz “Schwielowsee Camping”
- Berlin Ballon (Ballonfahrten)
- Bootsstände und Bootsverleih „Burgemeister“
- öffentlicher Spielplatz an der Seewiese
- öffentlicher Spielplatz Burgstraße
- Pferdehof Kemnitzer Heide mit Reithalle
- Japanischer Bonsaigarten
- Museum der Havelländischen Malerkolonie[15]
- „Kräuter-Heidi“[16]

### Restaurants und Hotels
- Im Ort bieten zahlreiche Restaurants und Hotels ihre Dienstleistungen an.

### Verkehr
- Bahnhof Ferch-Lienewitz und Schmerberg

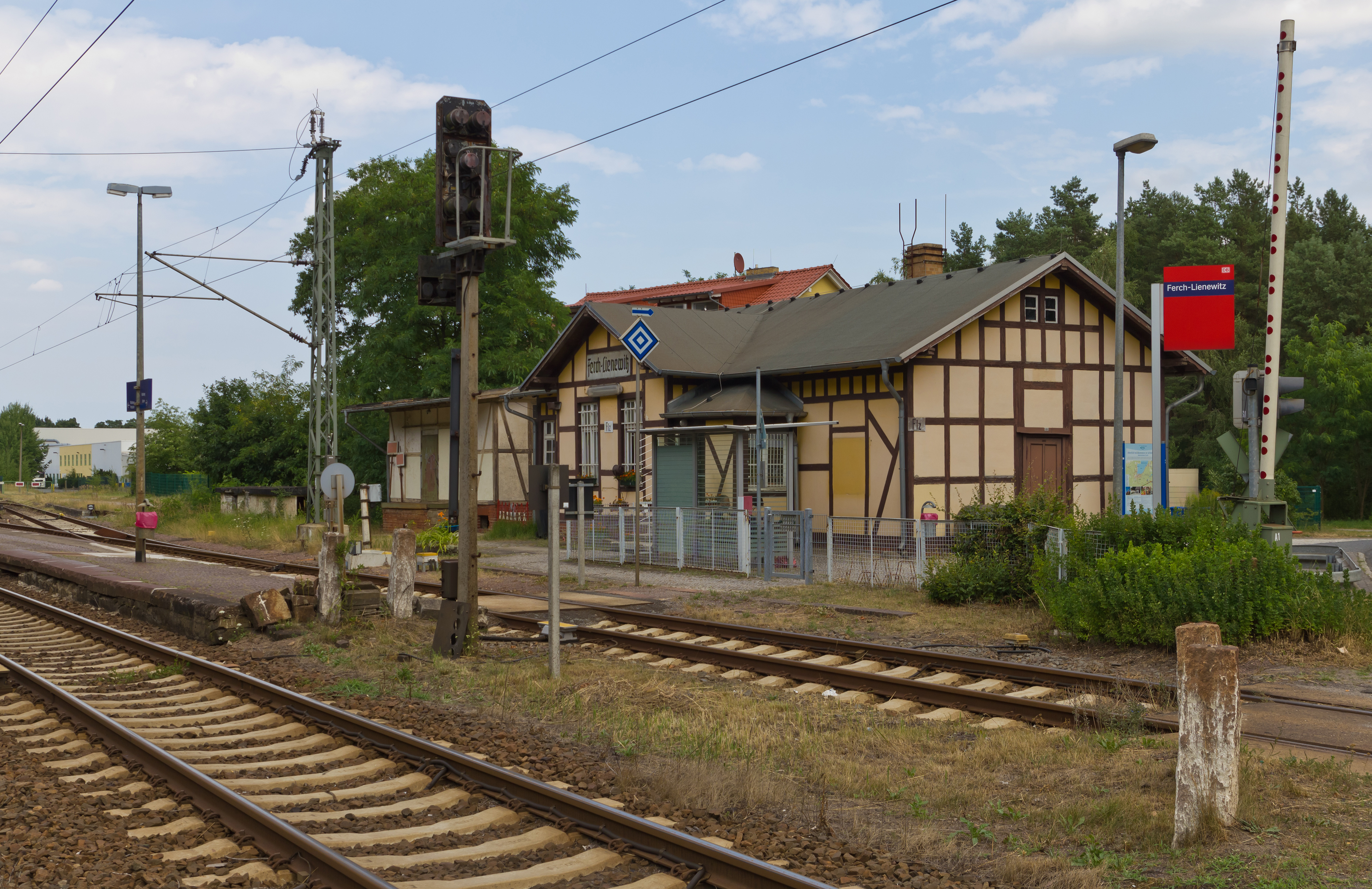
Bahnhof Ferch-Lienewitz

Im Zwickel zwischen der Bahnstrecke Potsdam-Beelitz und der östlichen Gemarkungsgrenze liegen die Wohnplätze Bahnhof Ferch-Lienewitz und Schmerberg. Der nordöstlich davon gelegene Wohnplatz Lienewitz zwischen Großem und Kleinem Lienewitzsee gehört dagegen schon zur Nachbargemeinde Michendorf. Östlich des Bahnhofsgeländes liegt der stark verlandende Karinchensee, der noch zur Gemarkung Ferch gehört.
- Die regiobus bietet mit der Kulturbus-Linie 607 eine Busverbindung von Potsdam über Caputh nach Ferch an, zeitweise fährt diese auch weiter bis nach Werder (Havel).
- Der Haltepunkt Ferch-Lienewitz an der Bahnstrecke Jüterbog–Nauen wird von der Regionalbahnlinie 33 Potsdam–Jüterbog bedient.
- In Ferch gibt es zwei Anlegestellen für Fahrgastschiffe des Unternehmens Weiße Flotte Potsdam. Diese Anlegestellen befinden sich unmittelbar bei den Gaststätten / Hotel „Haus am See“ und „Bootsklause“.

Durch die Gemarkung Ferch führen zwei Autobahnen (BAB 9 und BAB 10) mit den Anschlussstellen Ferch und Glindow und das Autobahndreieck Potsdam. Die Kreisstraße 6907 und die Landstraße 90 führen durch Ferch
- Europaradweg R1

Der Europaradweg verbindet Boulogne-sur-Mer (bei Calais) und St. Petersburg in Russland. Er ist mehr als 3000 km lang und führt durch neun europäische Länder. Der R1 verläuft im Bereich der Gemarkung Ferch durch typisch märkische Kiefernforste und überquert zweimal die Autobahn. Dort beginnt das Havelland. Der Radweg verläuft vorbei an Ferch am Schwielowsee entlang in Richtung Petzow – Stadt Werder.

### Vereine
- Anglerverein e. V.
- Bootssteggemeinschaft Ferch-Mittelbusch e. V.
- Chronik Ferch
- Fercher Karnevalsclub e. V.
- Fercher ObstkistenBühne e. V.
- Fercher Seglerverein 03 e. V.
- Förderverein Freiwillige Feuerwehr Ferch e. V.
- Förderverein Havelländische Malerkolonie e. V.
- Freizeit- und Feriencenter e. V.
- Heimatverein Ferch
- Interessengemeinschaft der Selbstständigen e. V.
- Jagdhornbläser Ferch
- Jugendgemeinschaft Ferch (Jugendclub)
- Kleine Sterntaler Ferch e. V.
- Kulturforum Schwielowsee e. V.
- SV 1948 Ferch e. V. (Sportverein)
- Volkssolidarität Ortsgruppe Ferch e. V.

## Sekundärliteratur
- H.-J. Franz: Morphogenese der Glaziallandschaft südlich von Potsdam. In: Geographische Berichte, 1961/6, Potsdam 1961, S. 214–231.
- D. Kühn: Leitbodengesellschaften 1:1.000000. In: W. Stackebrandt, V. Manhenke (Hrsg.): Atlas zur Geologie von Brandenburg. 2. Auflage, Kleinmachnow 2020, S. 34–35.
- A. Müller. M. Brande, S. Wolters: Jungpleistozäne Vegetations- und Moorentwicklung. In: J.H. Schroeder (Hrsg.): Führer zur Geologie von Berlin und Brandenburg. Nr. 4: Potsdam und Umgebung. 2. erw. Auflage. Berlin 2001, S. 95–98.
- H. Wolff: Neue Pollenanalysen zur Vegetationsgeschichte des Potsdamer Raumes. In: Verhandlungen des Botanischen Vereins von Berlin und Brandenburg, 2004/137, Berlin 2004, S. 89–106.